# Domenico Zeppa
Domenico Zeppa (Vetralla, 30 aprile 1841 (secondo altra fonte tra il 1835 e il 1840) – Roma, 27 giugno 1922) è stato un patriota e politico italiano.

## Biografia
Laureato in giurisprudenza a Torino, nel 1867 prende parte alla battaglia di Mentana, a seguito della quale si rifugia esule in Egitto. Torna in Italia nel 1870 ed entra a far parte della Giunta deputata al governo della provincia di Viterbo, appena annesse al Regno d'Italia. Sostenitore di Agostino Depretis nel corso dei suoi mandati parlamentari si occupa prevalentemente di questioni economiche e di politica ecclesiastica. Incaricato dal governo di frequenti missioni all’estero per questioni e accordi commerciali, si reca frequentemente in Svizzera e partecipa alla Conferenza monetaria internazionale di Parigi del 1892. Nel 1877 viene eletto al Consiglio provinciale di Roma per il Comune di Vetralla. Ha insegnato Economia politica e filosofia nella facoltà di diritto dell’Università di Macerata.